# Lycosa leuckarti
Lycosa leuckarti là một loài nhện trong họ Lycosidae.
Loài này thuộc chi Lycosa. Lycosa leuckarti được Tord Tamerlan Teodor Thorell miêu tả năm 1870.

## Hình ảnh

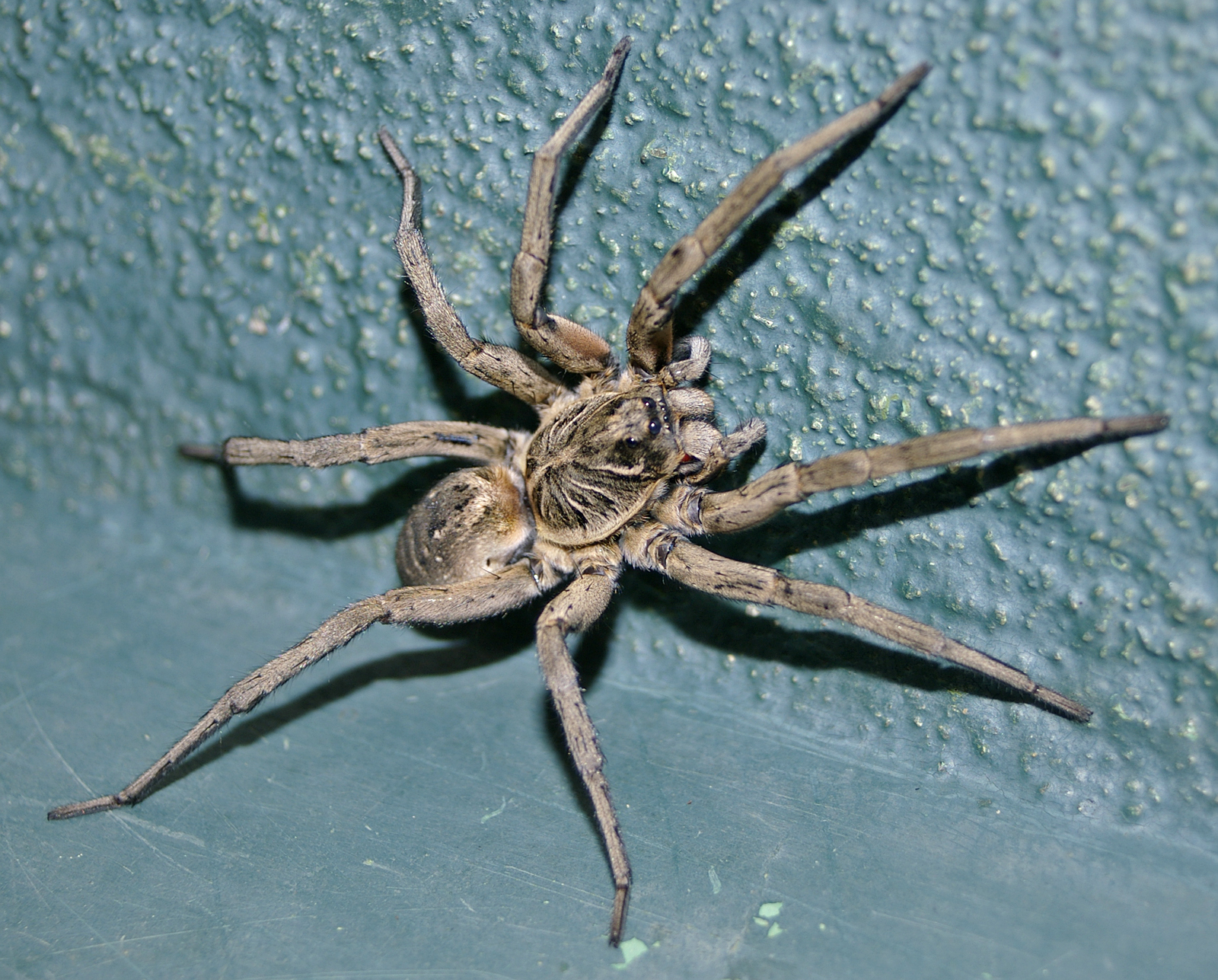
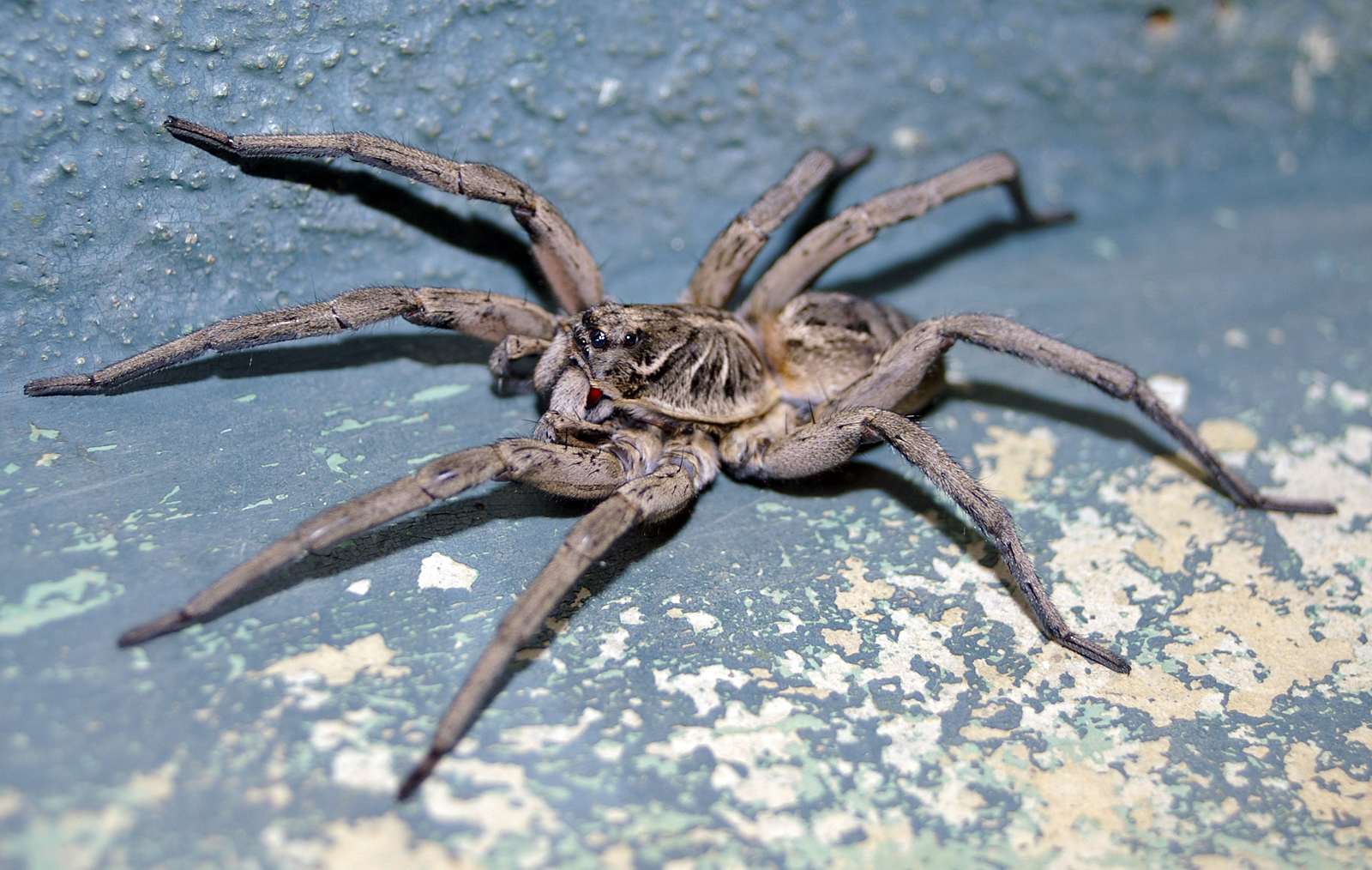
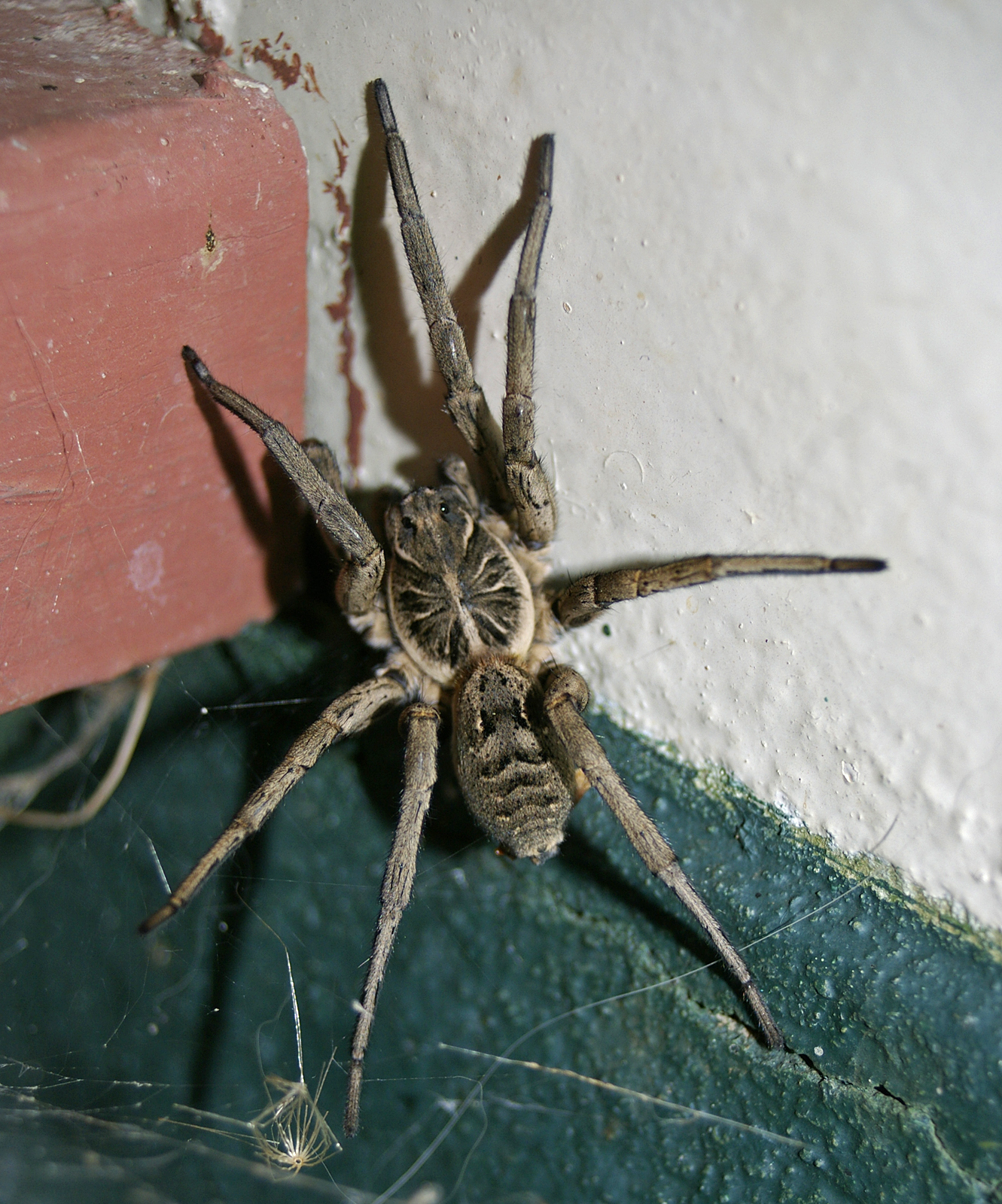